# Verzorgingsplaats Alblasserdam
Verzorgingsplaats Alblasserdam is een Nederlandse verzorgingsplaats, gelegen aan de noordzijde van de A15 Bemmel-Europoort in de verbindingsbogen van afrit 22 in de gemeente Alblasserdam.
Richting Bemmel:
Staeldiep · 
Portland · 
Ridderkerk · 
Steenenhoek · 
Veenbult · 
Molenkamp · 
De Mark · 
Overbroek · 
Leigraaf
Richting Maasvlakte:
Varakker ·
Eigenblok ·
Den Bout · 
Alblasserdam